# Pronectria anisospora
Pronectria anisospora is een korstmosparasiet die behoort tot de familie Bionectriaceae. Hij groeit op het gewoon schorsmos (Hypogymnia physodes).

## Verspreiding
Pronectria anisospora komt voor in Nederland zeer zeldzaam voor.